# 櫛鱗鰜鮃
櫛鱗鰜鮃為輻鰭魚綱鰈形目鰈亞目鮃科的其中一種，為熱帶海水魚，分布於東印度洋澳洲西部海域，棲息深度140-333公尺，體長可達7.2公分，棲息在底層水域，以底棲生物為食，生活習性不明。